# MELFI (congelatore)

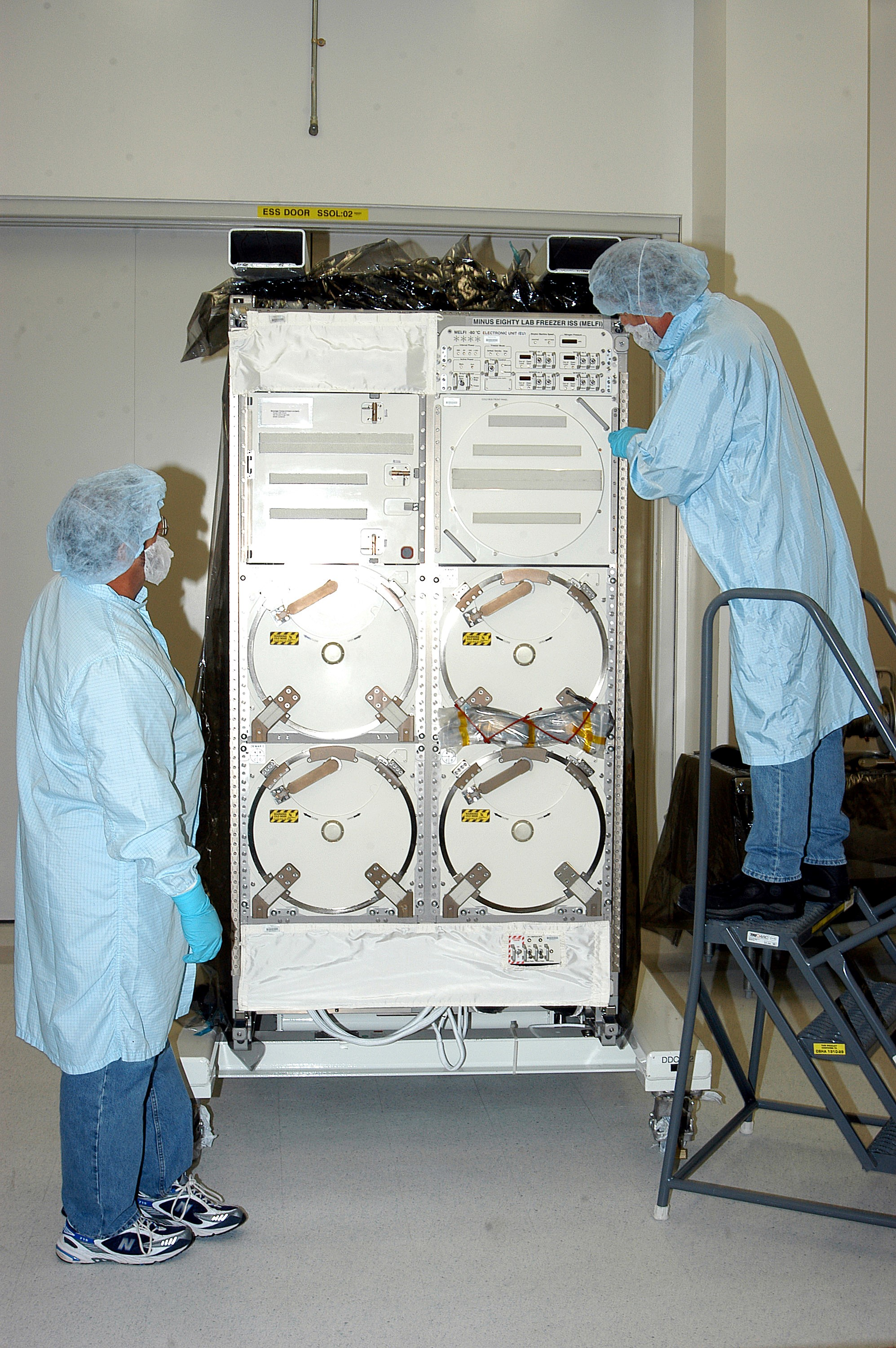
Un'unità MELFI a Terra

Il MELFI (Minus Eighty-Degree Laboratory Freezer for ISS) è un congelatore per la conservazione dei campioni di esperimenti scientifici sulla Stazione Spaziale Internazionale costruito in Europa. Comprende quattro vani indipendenti che possono essere impostati per operare a temperature diverse; le temperature più usate sono −80 °C, −26 °C e +4 °C. La capacità totale dell'unità è di 300 litri. Sulla ISS sono presenti tre unità MELFI, una in Destiny, una in Kibo e una in Columbus.

## Storia
MELFI è stato sviluppato dall'ESA nell'ambito di diversi Barter Agreements che l'ESA ha firmato con la NASA e la JAXA. Sotto questi accordi, l'ESA ha consegnato due unità di volo MELFI alla NASA e una unità di volo alla JAXA. La prima unità MELFI, FU-1 (Utilisation Flight ULF 1.1), è stata consegnata alla ISS nel 2006 con la missione dello Space Shuttle STS-121 e installata nel modulo Destiny dall'astronauta Thomas Reiter. L'ultima unità MELFI è stata trasportata sulla ISS a bordo dello Space Shuttle Discovery durante la missione STS-131 nel 2010. Inoltre, l'ESA ha concordato di fornire alla NASA i pezzi di ricambio necessari e il supporto ingegneristico per mantenere operative le unità MELFI della NASA fino a 10 anni. È stato poi firmato un nuovo accordo per estendere la durata operativa di MELFI fino al 2020.
Le unità di MELFI sono state originariamente progettate per essere trasportate completamente alimentate nel Multi-Purpose Logistics Module, permettendo di volare con esperimenti al suo interno verso la ISS senza contaminare o distruggere alcun campione. Il piano iniziale era di far ruotare le tre unità MELFI tra l'orbita e la Terra, fino a 15 voli.

## Descrizione
I vani sono costituiti da dei contenitori cilindrici da 75 litri isolati a vuoto che possono contenere campioni di varie dimensioni e forme. Oltre alle tre unità di volo sono state costruite unità di terra per l'addestramento, la preparazione a terra degli esperimenti e l'uso di esperimenti di controllo.